# Ponç Andreu de Vilar
Ponç Andreu de Vilar, President de la Generalitat de Catalunya en dos mandats (1467-1470, nomenat el 22 de juliol de 1467) i (1485-1488, nomenat el 22 de juliol de 1485).
Fou nomenat abat comendatari de Ripoll l'11 de novembre de 1463.
Al seu primer mandat com a president li va tocar viure el regnat de Renat I d'Anjou dins del període central de la guerra civil catalana. Les tradicionals tensions entre la Diputació i la corona no són una excepció amb el rei Renat. El seu fill i lloctinent, Joan II de Lorena, arribà al país portant tropes franceses i aconseguint èxits militars, però descuidant completament les formes i les normes pròpies de Catalunya. El nomenament de funcionaris sense ni tan sols haver arribat a Barcelona i sense consultar-ho amb la Generalitat, i l'ús de teles d'or i seda sense pagar els corresponents tributs, varen ser la carta de presentació del jove lloctinent.
Durant el segon trienni, la situació que li tocà viure no va ser molt millor. Al desprestigi de la Generalitat després de la guerra civil catalana, se suma la fortalesa de Ferran II qui odiava profundament la institució. La signatura reial de la sentència de Guadalupe que posava fi a la qüestió remença i la positiva trajectòria de la guerra de Granada s'ajuntaven amb les denúncies de mala gestió de la Generalitat: participació dels diputats en els arrendaments dels drets; abonament arbitrari de pensions; sous de funcionaris duplicats; falta de rigor en el cobrament de deutes i ús de diners públics en activitats individuals.
Amb aquest escenari, Ferran II troba l'ambient que li calia per reduir el poder de la Diputació. Encarregà al virrei Enric d'Aragó i Pimentel que li prepari una llista dels que hauria de nomenar com a diputats en lloc dels proposats per la mateixa Diputació. Finalment, Ferran II va suspendre les eleccions i anomenà com a diputat del braç eclesiàstic a l'abat de Poblet, Juan Payo Coello, que el mateix rei havia nomenat en 1480, imposant el seu estil castellanitzant i absolutista.